# تخطيط العملية

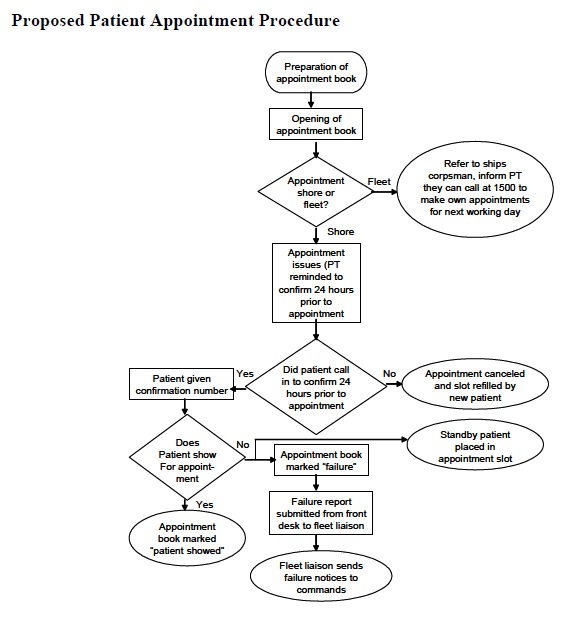
الإجراءات المقترحة إعطاء مواعيد للمرضى

تخطيط العملية (بالإنجليزية: Process Mapping)‏ هي خريطة أو رسم بياني يحدد تسلسل الأنشطة أو تدفق المواد والمعلومات في عملية ما. وهو إحدى أدوات تحليل العمليات.
تخطيط العملية هو وسيلة مستخدمة كجزء من منهجيات ستة سيغما.